# Santa Leopoldina
Santa Leopoldina é um município brasileiro do estado do Espírito Santo. Em 2021, o IBGE estimou que 12.171 pessoas residiam no município, sendo que 80% desta população reside na área rural. A cidade é conhecida como uma das primeiras colônias do estado. O município é bastante conhecido em literaturas, como no livro O Cannã de Graça Aranha e pelo seus filhos ilustres, como: Jair Amorim e Ubaldo Ramalhete Maia. Por seu grande valor histórico, o município faz parte das rotas turísticas, como a Rota do Imigrante e a Rota Imperial. A cidade é conhecida por ter o melhor carnaval de rua da Região Serrana, cuja cultura preserva o velho carnaval de rua, com fantasias e marchinhas de época.
Em 2022, Santa Leopoldina foi ocupada por wikimedistas durante a Wikimania. A iniciativa visou ampliar o conteúdo online disponível sobre a cidade.

## História

### História pré-colonial
A história de Santa Leopoldina tende a ser contada a partir da chegada de colonos europeus na segunda metade do século XIX. Todavia, a história da ocupação humana da região remonta-se aos primeiros povos indígenas que habitaram-na entre 5000 e 7000 anos atrás.

### História colonial
Na época colonial, a região era chamada de Porto do Cachoeiro ou Cachoeiro de Santa Leopoldina, porque era o local em que o rio Santa Maria de Vitória se encachoeirava. A história colonial da região relaciona-se com a história deste rio, que foi o meio pelo qual os europeus e seus descendentes se interiorizaram na Capitania do Espírito Santo. Essa interiorização ocorreu em várias levas, motivadas pela busca de exploração natural e da mão-de-obra indígena. Durante várias décadas, o Porto do Cachoeiro se manteve como principal pólo comercial na região de montanhas do Espírito Santo, graças à localização estratégica que as margens do Rio Santa Maria garantia, favorecendo o acesso à baía de Vitória.[carece de fontes?]
Em 1884, a região de São José do Queimado (onde ocorrera, em 1842, uma insurreição negra) passa a pertencer a Santa Leopoldina.

#### Século XIX

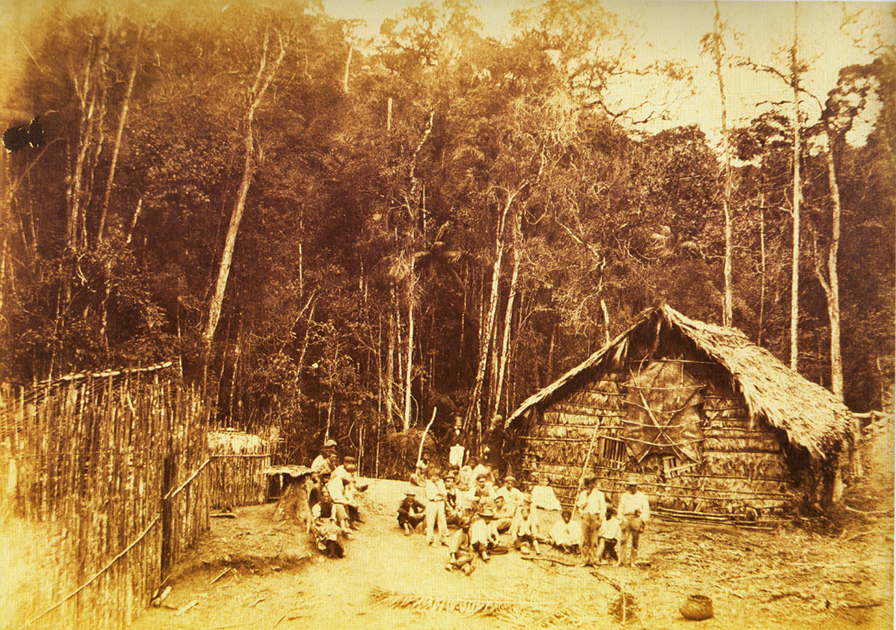
Casa da Colônia Santa Leopoldina, 1860

Cachoeira de Santa Leopoldina, 1899

Até o início do século XIX, Santa Leopoldina ainda estava povoada majoritariamente por povos indígenas. A partir daí, esse quadro começa a ser revertido especialmente com a guerra contra os botocudos.
Em 1857 chegaram imigrantes suíços, alemães, pomeranos, tiroleses, dentre outros. Três anos depois, Santa Leopoldina recebe a visita de D. Pedro II, o imperador do Brasil, que escolheu a colônia para início da viagem ao interior da Província do Espírito Santo. Foi a colônia mais populosa do Brasil, emancipada em 17 de abril de 1887.[carece de fontes?]
No século XIX a cidade chegou a ser denominada a maior província do estado, ultrapassando até mesmo a capital Vitória, devido as fazendas e a alta produção cafeeira, que eram escoadas pelo Rio Santa Maria até o Porto de Vitória. Esse avanço trouxe ao município modernizações, como: os primeiros carros e pequenos caminhões e também ter a primeira estação de telefonia da província. Em 1919, foi construída a primeira rodovia do estado, denominada Rodovia Bernardino Monteiro, que liga os municípios de Santa Leopoldina à Santa Teresa.[carece de fontes?]

### História pós-colonial
Hoje o município é considerado o maior produtor de gengibre do Brasil, além de hortifrutigranjeiros, banana e verduras. Atualmente, a economia do município é geradas através da agricultura e do comércio.[carece de fontes?]

## A visita de D. Pedro II
Depois de três anos, apesar de todas as dificuldades encontradas, os primeiros imigrantes já tinham o que mostrar a D. Pedro II que visitou a colônia, em 1860. Vencidas as naturais asperezas do início, os colonos já prosperavam no interior.[carece de fontes?]
O acelerado ritmo de importância que foi assumindo a nova colônia, foi o que motivou a visita de D. Pedro II. Ao escolher aquela colônia como início da viagem ao interior da Província, D. Pedro II estava preparado para ouvir as reclamações dos colonos, pois não lhe era estranho o destino dos imigrantes do Império. Durante todo trajeto, Sua Majestade anotava em seu diário características da região e de seus afazeres.[carece de fontes?]

## Museu do Colono
Está localizado numa antiga casa mista da antiga Cachoeiro de Santa Leopoldina e retrata a época do seu apogeu comercial do Porto e suas transações comerciais da época. O acervo é constituído de cerca de 600 peças, destacando-se mobiliários, faianças de várias partes do mundo, opalinas, fotografias, instrumentos musicais, relógios antigos, cujo arranjo reflete os costumes de uma família bem aquinhoada do final do século XIX. A vida social também é representada museograficamente pela decoração e pelo mobiliário de uma casa. Foi o Dr. Luiz Holzmeister o responsável pela organização do Museu do Colono onde se encontram peças, que por si retratam o grau cultural dos imigrantes que aqui aportaram. Foi criado pelo Governador Cristiano Dias Lopes. É um verdadeiro relicário da cultura imperante em Santa Leopoldina.[carece de fontes?]

## Geografia

### Relevo e hidrografia
Santa Leopoldina é um verdadeiro paraíso ecológico com exuberância de várias cachoeiras, fauna e flora e diversidade étnica que conferem à região uma grande potencialidade de turismo, cultura, lazer e prática de esportes radicais. Em sua extensão, o município possui duas usinas hidrelétricas, denominadas Suíça e Rio Bonito, e estão lotadas no Rio Santa Maria, um dos principais rios de abastecimento da Grande Vitória. Além da cultura diversificada, a cidade destaca-se também pela grande quantidade de cachoeiras, que atraem milhares de turistas todos os anos.

## Subdivisões

### Distritos
| Distrito         | População |
| ---------------- | --------- |
| Djalma Coutinho  | 1074      |
| Mangaraí         | 3843      |
| Santa Leopoldina | 7546      |

## Economia
A renda econômica do município está voltada para o campo, sobretudo, com produtos hortifrutigranjeiros. O município atualmente é o maior produtor de gengibre do Brasil, e grande parte do produto é exportada para os Estados Unidos e países da Europa. Além do gengibre, Santa Leopoldina também é destaque na produção de café, banana e pimenta, que são comercializados por produtores na CEASA e exportado para outros continentes. O turismo também é um forte alicerce econômico, visto que a cidade é famosa por possuir suas belas cachoeiras e pousadas, o que atrai turistas durante todo ano.[carece de fontes?]

## Transporte
O município conta com serviços de táxi e ônibus intermunicipais rodoviários, que são realizados pelas empresas Pretti e Lírio dos Vales. Essas empresas realizam diariamente o trecho Santa Leopoldina x Vitória, e vice-versa. Além disso, com essa rota, é possível deslocar-se até municípios vizinhos, como: Cariacica (viagem realizada por ambas empresas), Santa Teresa (viagem realizada pela Lírio dos Vales) e Santa Maria de Jetibá (viagem realizada pela empresa Pretti). Ainda, é possível ir para municípios mais distantes de Santa Leopoldina, como: Colatina, Itarana e Itaguaçu.

## Turismo
O turismo de Santa Leopoldina é um forte contribuinte de renda ao município. Denominada como Filha do Sol e das Águas, a cidade possui diversas cachoeiras, com acomodações e lazer, além de possuir excelentes pousadas e vendas de artesanatos. Um dos principais pontos para visitação é o Museu do Colono, localizado no centro da cidade. Com mais de 100 anos de construção, a antiga casa da Família Holzmeister deu lugar ao museu, que preserva os traços do século passado, porcelanas, pinturas, instrumentos musicais e todo um acervo de bens pessoais, além de possuir em seu térreo uma galeria, para exposição de obras. Outro ponto que atrai turistas para a cidade são seus festejos, como o famoso carnaval de rua, que preserva as marchinhas de época, fantasias e a festa de comemoração do aniversário da cidade, realizado em abril. A cidade ainda possui suas rotas turísticas, a mais conhecida é a Rota do Imigrante, que organiza anualmente no dia 1 de maio uma caminhada de 29 quilômetros, que sai de Santa Leopoldina até Santa Teresa, cujo objetivo é refazer todo o trajeto dos tropeiros.[carece de fontes?]